# ヨーロッパ数学会賞
ヨーロッパ数学会賞 (よおろっぱすうがつかいしよう, European Mathematical Society Prize)とは、ヨーロッパ数学会主催によるヨーロッパ数学者会議において数学者に授与される賞である。
ヨーロッパ数学者会議は4年に1回行なわれ、ヨーロッパ数学会賞は10人の若手数学者に贈られる。
受賞資格はヨーロッパ数学会に所属する各国の数学会の会員であることと、年齢制限があり1992年、1996年、2000年は32歳以下の数学者に贈られた。
2004年からは35歳以下の数学者に対して贈られることになった。賞金額も以前は6000ユーロであったが、2004年からは5000ユーロに減額された。
1992年に創始された日の浅い賞ではあるが、既に受賞者のうち9名がフィールズ賞を受賞しているレベルの高い賞である。
なお、受賞者一覧中の太字は、フィールズ賞受賞者を示す。

## 1992年
- リチャード・ボーチャーズ (Richard Borcherds)　イギリス
- イェンス・フランケ (Jens Franke)　ドイツ
- アレクサンドル・ゴンチャロフ (Alexander Goncharov)　ロシア
- マキシム・コンツェビッチ (Maxim Kontsevitch)　ロシア
- フランソワ・ラブーリー (Francois Labourie)　フランス
- トマシュ・ルクザック（トマシュ・ルチャク） (Tomasz Luczak)　ポーランド
- ステファン・ミューラー（シュテファン・ミュラー） (Stefan Mueller)　ドイツ
- ウラジーミル・スビエラーク (Vladimír Svěrák)　チェコスロバキア
- タルドシュ・ガーボル (Tardos Gábor)　ハンガリー
- クレール・ヴォワザン (Claire Voisin)　フランス

## 1996年
- アレキシス・ボネ (Alexis Bonnet)　フランス
- ティモシー・ガワーズ (William Timothy Gowers)　イギリス
- アンネッテ・フーバー (Annette Huber)　ドイツ
- アイセ・ヨハン・デ・ヨング (Aise Johan de Jong)　ベルギー
- ドミトリー・クラムコフ　(Dmitri Kramkov)　ロシア
- イジー・マトウシェク (Jiri Matousek)　チェコ
- ロイク・マルセル (Loic Merel)　フランス
- グリゴリー・ペレルマン (Grigory Perelman)　ロシア （但し本人は受賞を辞退）
- リカルド・ペレス・マルコ (Ricardo Perez-Marco)　スペイン
- レオニード・ポロタロヴィッチ (Leonid Polterovich)　イスラエル

## 2000年
- セミョーン・アレスケル (Semyon Alesker)　イスラエル
- ラファエル・セーフ (Raphael Cerf)　フランス
- デニス・ゲイツゴリ　(Dennis Gaitsgory)　イスラエル
- エマニュエル・グルニエ (Emmanuel Grenier)　フランス
- ドミニク・ジョイス (Dominic Joyce)　イギリス
- ヴァンサン・ラフォルグ (Vincent Lafforgue)　フランス
- マイケル・マクイラン (Michael McQuillan)　イギリス
- ステファン・ネミロフスキー (Stefan Yu. Nemirovski)　ロシア
- ポール・サイデル (Paul Seidel)　フランス
- ウェンデリン・ウエルナー (Wendelin Werner)　フランス

## 2004年
- フランク・バルト (Franck Barthe)　フランス
- ステファノ・ビアンキーニ (Stefano Bianchini)　イタリア
- ポール・ビラン (Paul Biran)　イスラエル
- エロン・リンデンシュトラウス (Elon Lindenstrauss)　イスラエル
- アンドレイ・オクンコフ　(Andrei Okounkov)
- シルビア・セルファティ (Sylvia Serfaty)　フランス
- スタニスラフ・スミルノフ (Stanislav Smirnov)
- シャビエル・トルサ (Xavier Tolsa)　スペイン
- ワーウィック・タッカー (Warwick Tucker)　スウェーデン
- オトマール・ヴェンヤーコプ (Otmar Venjakob)　ドイツ

## 2008年
- アルトゥル・アビラ (Artur Ávila) ブラジル
- (Alexei Borodin) ロシア
- ベン・グリーン (Ben J. Green) イギリス
- (Olga Holtz) ロシア
- (Bo'az Klartag) イスラエル
- (Alexander Kuznetsov) ロシア
- (Assaf Naor) イスラエル
- (Laure Saint-Raymond) フランス
- (Agata Smoktunowicz) ポーランド
- セドリック・ヴィラニ (Cédric Villani) フランス

## 2012年
- サイモン・ブレンドル(Simon Brendle) ドイツ
- (Emmanuel Breuillard) フランス
- アレッシオ・フィガリ (Alessio Figalli) イタリア
- (Adrian Ioana) ルーマニア
- (Mathieu Lewin) フランス
- (Ciprian Manolescu) ルーマニア
- (Grégory Miermont フランス
- (Sophie Morel) フランス
- (Tom Sanders) イギリス
- (Corinna Ulcigrai) イタリア

## 2016年
- (Sara Zahedi) イラン/スウェーデン
- (Mark Braverman) イスラエル
- (Vincent Calvez)  フランス
- (Guido de Philippis) イタリア
- ピーター・ショルツ (Peter Scholze) ドイツ
- (Péter Varjú) ハンガリー
- (Thomas Willwacher) ドイツ
- ジェームズ・メイナード (James Maynard) イギリス
- ユーゴー・デュミニル＝コパン (Hugo Duminil-Copin) フランス
- (Geordie Williamson) オーストラリア

## 2020年
- カリム・アディプラシト（エルサレムヘブライ大学/コペンハーゲン大学）
- Ana Caraiani（インペリアルカレッジロンドン）
- アレクサンダーエフィモフ（ステクロフ、モスクワ）
- シミオンフィリップ（シカゴ）
- Aleksandr Logunov（プリンストン）
- カイサマトマキ（トゥルク）
- ファンターンナム（LMUミュンヘン）
- Joaquim Serra（ETHチューリッヒ）
- ジャックソーン（ケンブリッジ）
- マリナ・ヴィヤゾフスカ（EPFL、ローザンヌ）8次元と24次元の球充填問題解決[1]

## 2024年
- Maria Colombo イタリア
- Cristiana De Filippis イタリア
- Jessica Fintzen ドイツ
- Nina Holden ノルウェー
- Thomas Hutchcroft イギリス
- Jacek Jendrej ポーランド
- Adam Kanigowski ポーランド
- Frederick Manners イギリス
- Richard Montgomery イギリス
- Danylo Radchenko ウクライナ